# Ajchilla
Ajchilla (auch: Acchilla) ist eine Ortschaft im Departamento Chuquisaca im südamerikanischen Andenstaat Bolivien.

## Lage
Ajchilla liegt in der Provinz Nor Cinti und ist zentraler Ort im Cantón Ajchilla im Municipio San Lucas. Die Ortschaft liegt auf einer Höhe von 2027 m am linken, östlichen Ufer des Río Ajchilla, der sich flussabwärts mit dem Río Condoriri zum Río Santa Elena vereinigt, einem Zufluss zum Río Pilcomayo.

## Geographie
Ajchilla liegt zwischen dem Altiplano im Westen und dem Tiefland im Osten in einem der nord-südlich verlaufenden Seitentäler der bolivianischen Cordillera Central. Das Klima der Region ist ein ausgesprochenes Tageszeitenklima, bei dem die Temperaturunterschiede zwischen Tag und Nacht deutlicher schwanken als die Durchschnittswerte zwischen Sommer und Winter.
Die jährliche Durchschnittstemperatur liegt bei 14 °C (siehe Klimadiagramm Azurduy), die Monatswerte schwanken zwischen 10 °C im Juni/Juli und 16 °C im Dezember/Januar. Der Jahresniederschlag hat einen Wert von knapp 550 mm, mit einer Trockenzeit und monatlichen Werten unter 10 mm von Mai bis August und Höchstwerten von 100 bis 110 mm von Dezember bis Februar.

## Verkehrsnetz
Ajchilla liegt in einer Entfernung von 354 Straßenkilometern südlich von Sucre, der Hauptstadt des Departamentos.
Durch Sucre führt die 898 Kilometer lange Nationalstraße Ruta 5, die von der Cordillera Oriental quer über den Altiplano zur chilenischen Grenze führt. Von Sucre aus führt die Straße 169 Kilometer in südwestlicher Richtung nach Potosí, wo sie auf die nord-südlich verlaufende Ruta 1 trifft. Von dort sind es auf der Ruta 1 noch einmal 122 Kilometer bis nach Padcoyo. Von dort führt eine nach Osten verlaufende unbefestigte Landstraße über Ocurí und Cinteño Tambo weiter nach Palacio Tambo und Laja Khasa.
Bei Palacio Tambo zweigt eine Nebenstraße in südöstlicher Richtung ab, durchquert nach siebeneinhalb Kilometern den Río Churqui, verläuft dann weitere sechs Kilometer nach Westen, durchquert den Río Cebada Cancha, folgt dem Flusslauf weitere zweieinhalb Kilometer nach Süden und führt dann in südöstlicher Richtung über noch einmal sechzehn Kilometer nach Sunchu Tambo. Auf den folgenden sieben Kilometern überquert die Straße den Río Ajchilla und trifft an der Mündung des Río Causilliri Waykho auf die Ortschaft Ajchilla.

## Bevölkerung
Die Einwohnerzahl der Ortschaft ist in dem Jahrzehnt zwischen den beiden letzten Volkszählungen um mehr als ein Drittel angestiegen:
| Jahr | Einwohner         | Quelle       |
| ---- | ----------------- | ------------ |
| 1992 | keine Detaildaten | Volkszählung |
| 2001 | 147               | Volkszählung |
| 2012 | 196               | Volkszählung |
| 2024 |                   | Volkszählung |

Die Region weist einen hohen Anteil an Quechua-Bevölkerung auf, im Municipio San Lucas sprechen 98,6 Prozent der Bevölkerung Quechua.